# 웨일스계 미국인
웨일스계 미국인(웨일스어: Americanwyr Cymreig)은 영국 웨일스에 전체 또는 부분적으로 조상이 있는 미국인 민족 집단이다. 2008년 미국 인구조사 지역사회 조사에서 약 198만 명의 미국인이 웨일스계 조상을 가지고 있었으며, 이는 미국 전체 인구의 0.6%에 해당한다. 이는 웨일스 인구 300만 명과 비교된다. 그러나 미국인의 3.8%는 웨일스어 성씨를 가지고 있는 것으로 나타났다.
토머스 제퍼슨, 존 애덤스, 존 퀸시 애덤스, 제임스 A. 가필드, 캘빈 쿨리지, 리처드 닉슨 및 버락 오바마를 포함하여 웨일스계 조상을 가진 여러 미국 대통령이 있었다. 미국 역사상 웨일스계 혈통의 다른 저명한 인물로는 아메리카 연합국의 유일한 대통령이었던 제퍼슨 데이비스가 있다.
웨일스계 이름을 가진 미국인 인구의 비율은 사우스캐롤라이나주의 9.5%에서 노스다코타주의 1.1%에 이른다. 일반적으로 웨일스계 이름은 중부 대서양 주, 뉴잉글랜드, 캐롤라이나, 조지아주 및 앨라배마주, 그리고 애팔래치아, 웨스트버지니아주 및 테네시주에 집중되어 있다. 대조적으로, 중서부 북부와 남서부에는 웨일스계 이름이 상대적으로 적다.

## 미국으로의 웨일스 이민

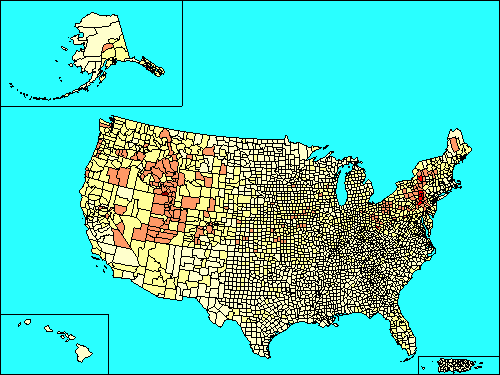
웨일스계 혈통. 짙은 빨간색과 갈색은 높은 밀도를 나타낸다. (참조 미국 조상 지도.)

### 전설적인 기원
브리튼계 켈트족의 아메리카 항해와 12세기에 귀네드 왕자 오와인 귀네드의 아들로 알려진 마도그가 이끈 정착에 대한 전설은 일반적으로 부인된다. 마도그 전설은 엘리자베스 시대에 (튜더 왕조는 웨일스계 혈통이었다) 웨일스와 잉글랜드 작가들이 스페인, 프랑스 및 포르투갈에 대항하여 신대륙에 대한 영국의 주장을 강화하는 데 사용하면서 가장 큰 명성을 얻었다. 마도그의 항해에 대한 가장 오래 살아남은 완전한 기록으로, 마도그가 아메리카에 왔다고 처음 주장한 것은 험프리 로이드의 1559년 크로니카 월리아에 나타나는데, 이는 터워소그 연대기의 잉글랜드 각색판이다. 마도그나 그의 항해에 대한 고고학적, 언어학적 또는 다른 증거는 신대륙이나 구대륙에서 발견되지 않았지만, 전설은 그를 켄터키주 루이빌 근처 오하이오강의 데빌스 백본 (암석층)과 같은 특정 장소와 연결시킨다.
1810년, 테네시의 초대 주지사인 존 세비어는 친구 아모스 스토다드 소령에게 1782년에 노인 체로키족 추장 오코노스토타와 앨라배마강을 따라 건설된 고대 요새에 대해 나눈 대화에 대해 썼다. 추장은 그 요새들이 "웨일스인"이라고 불리는 백인 집단이 체로키족의 조상에 대항하여 지었으며, 결국 체로키족이 그들을 그 지역에서 몰아냈다고 말했다고 한다.
세비어는 또한 1799년에 웨일스 문장을 지닌 황동 갑옷을 입은 여섯 구의 해골이 발견되었다는 주장에 대해 썼다. 토머스 S. 힌드는 1799년에 인디애나주 제퍼슨빌 근처 오하이오강에서 웨일스 문장이 새겨진 흉갑을 착용한 여섯 명의 병사가 발굴되었다고 주장했다. 이는 세비어가 언급한 여섯 명과 동일할 수 있는데, 숫자, 황동판, 웨일스 문장이 두 언급과 일치하기 때문이다. 마도그와 특정 장소, 예를 들어 켄터키주 루이빌 근처 Fourteen Mile Creek의 오하이오강에 위치한 데빌스 백본 (암석층)과의 연결에 대한 추측이 무성하다.

### 식민지 시대의 이주
문서화된 최초의 현대 웨일스 이민자들은 1618년 이후 웨일스에서 왔다. 17세기 중반에서 후반에 걸쳐 많은 웨일스 퀘이커 교도들이 펜실베이니아 식민지로 이주했으며, 그곳에서 필라델피아 바로 서쪽 지역에 웨일스 트랙트가 형성되었다. 1700년경에는 웨일스인들이 식민지 추정 인구 2만 명의 약 3분의 1을 차지했다. 이 지역에는 웨일스어 지명이 많이 남아 있다. 웨일스인들은 특히 수가 많고 정치적으로 활발하여 펜실베이니아 주 의회 의원 중 9%를 선출했다.
1757년, 앵글시의 란페어 마사파른 에사프 교구 이 다파른 고치에서 태어나 웨일스 시에 대한 기여로 18세기 후반 웨일스 르네상스에 가장 큰 영향을 미친 성공회 목사 고로노이 오언은 버지니아 식민지 윌리엄스버그로 이주했다. 1769년 버지니아주 로렌스빌 근처의 목화 및 담배 농장에서 사망할 때까지, 오언 목사는 주로 망명 시인으로 알려졌으며, 고향 앵글시에 대한 히라이스("그리움" 또는 "향수")를 담아 시를 썼다. 이후 이스테드보드 부흥기에, 귀네디지온 협회는 오언 목사의 시를 미래 이스테드보드의 시인들이 본받아야 할 모범으로 삼았다.

### 독립 전쟁 이후의 이주
1790년대 이스테드보드 부흥기에 귀네디지온 협회 회원인 윌리엄 존스는 미국 독립 혁명을 열렬히 지지했으며 웨일스 전국 이스테드보드의 창설을 주장하던 중, 완전히 앵글리칸화된 웨일스 귀족들이 과도한 지대 징수와 부도덕한 토지 대리인 고용을 통해 소작인들의 복종과 존경을 받을 권리를 상실했다고 믿게 되었다. 1791년 6월 란르우스트 이스테드보드에서 존스는 "모든 토착 캠브로-브리튼인에게"라는 제목의 연설문을 배포하여 웨일스 소작농과 장인들에게 짐을 싸서 웨일스를 떠나 자신이 "약속의 땅"이라고 부른 미국으로 항해할 것을 촉구했다.
1900년에는 93,744명의 웨일스 태생 거주자들이 미국에 있었는데, 그들 중 절반 이상이 오하이오, 뉴욕, 펜실베이니아에 정착했다. 이 세 주에서 웨일스 이민자들은 탄광, 슬레이트 채석, 야금업에 종사하는 경향이 있었다.

### 펜실베이니아

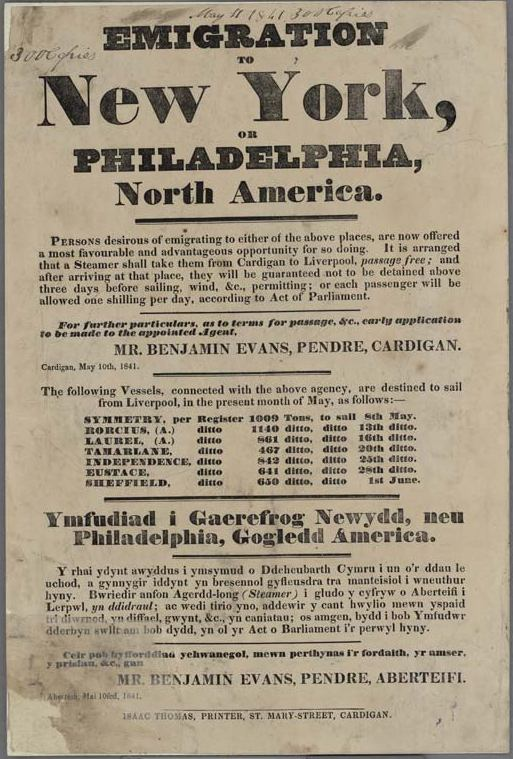
1841년 뉴욕으로 가는 배편을 광고하는 포스터. 영어와 웨일스어로 쓰여 있다.

마커스 태너에 따르면, 미국 독립 혁명 이후 대규모 웨일스 이민은 1790년대에 시작되었는데, 란브린마이르 마을에서 50명의 이민자들이 침례교 목사 모건 존 리스 목사가 구입한 펜실베이니아 토지로 떠났다. 그 결과 캠브리아 (펜실베이니아주)의 농업 정착지가 형성되었다.
19세기에는 수천 명의 웨일스 석탄 광부들이 펜실베이니아의 무연탄 및 역청탄 광산으로 이주했으며, 많은 이들이 광산 관리자 및 임원이 되었다. 광부들은 조직 기술을 가져왔으며, 이는 통합 광산 노동자 조합과 그 가장 유명한 지도자인 존 L. 루이스에서 잘 드러난다. 존 L. 루이스는 아이오와의 웨일스인 정착지에서 태어났다. 펜실베이니아는 약 20만 명으로 가장 많은 웨일스계 미국인들이 거주하며, 주로 주의 서부 및 북동부(탄광 지역)에 집중되어 있다.

### 오하이오
오하이오주의 웨일스인 정착은 1801년에 펜실베이니아주 캠브리아에서 웨일스어를 사용하는 선구자 집단이 현재의 샨돈 (오하이오주) 부지인 패디스 런으로 이주하면서 시작되었다.
마커스 태너에 따르면, "오하이오주에서는 특히 잭슨군 (오하이오주)과 갈유군이 '작은 웨일스'가 되었는데, 1830년대까지 웨일스인 정착자들이 충분히 많아 칼뱅주의 감리교 총회 설립을 정당화할 수 있었다."
19세기 초 대부분의 웨일스 정착자들은 농부였으나, 후에는 탄광 노동자들이 오하이오와 펜실베이니아의 탄광으로, 슬레이트 채석공들은 노스웨일스에서 버몬트주와 업스테이트 뉴욕의 "슬레이트 계곡" 지역으로 이주했다. 잭슨군 (오하이오주)과 같은 애팔래치아 지역 남동부 오하이오에는 웨일스인들이 대규모로 집중되어 있었으며, 이 지역은 "작은 웨일스"라는 별명을 얻었다.
1900년까지 오하이오에는 150개의 웨일스어 사용 교회 공동체가 있었다.
웨일스어는 잭슨군 지역에서 1950년대까지 여러 세대에 걸쳐 흔히 사용되었지만, 그 이후 사용이 줄어들기 시작했다. 2010년 기준으로 12만 6천 명 이상의 오하이오 주민이 웨일스계 혈통이며 약 135명이 웨일스어를 사용하며, 오하이오주의 여러 지역 사회, 예를 들어 오크 힐 (오하이오주)(13.6%), 매디슨 타운십 (잭슨군 오하이오주)(12.7%), 프랭클린 타운십 (잭슨군 오하이오주)(10.5%), 잭슨 (오하이오주)(10.0%), 래드너 (오하이오주)(9.8%), 제퍼슨 타운십 (잭슨군 오하이오주)(9.7%)에서는 여전히 상당한 집중을 보이고 있다.

## 미국 남부
특히 많은 아프리카계 미국인들이 웨일스계 성씨를 가지고 있다. 이에 대한 가능한 요인 중 하나는 노예들이 이전 주인의 성씨를 채택했기 때문일 수 있지만, 이에 대한 증거는 희박하다.
노예와 플랜테이션을 소유했던 웨일스계 미국인의 예로는 웨일스 시인 고로노이 오언 목사와 미국 미국 건국의 아버지 토머스 제퍼슨이 있다. 노예들이 주인의 성씨를 채택한 사례도 있었지만, 웨일스 종교 단체와 반노예제 단체는 노예들이 자유를 얻도록 도왔고, 이러한 이유로 이름이 채택되었다는 증거도 존재한다. 다른 상황에서는 노예들이 프리맨, 뉴먼, 리버티와 같은 자신만의 새로운 정체성을 선택했으며, 또 다른 이들은 미국 영웅이나 건국의 아버지들의 성씨를 선택했는데, 이들 모두 웨일스계 혈통일 수 있었다.

### 테네시
테네시의 웨일스 정착민에 대한 최근의 주요 학술 연구는 카디건셔 태생의 하버드 교수 아이리그 데이비스의 저작이다. 테네시의 웨일스인을 저술하기 위해 데이비스는 21세기 초 테네시의 학술 소장품, 현장 방문, 후손 및 웨일스 이민자 거주자와의 인터뷰를 광범위하게 조사했다. 데이비스 박사의 연구에 대한 짧은 인터뷰는 온라인에서 이용할 수 있다.
많은 웨일스 후손들, 특히 퀘이커 교도들은 주 성립 이전(1796년)과 19세기 초에 주로 버지니아 식민지, 노스캐롤라이나 및 사우스캐롤라이나의 식민지 정착지에서 테네시주로 이주했다.
첫 조직적인 정착은 1850년대에 몽고메리셔의 란브린마이르 출신 회중교회 목사인 새뮤얼 로버츠 목사의 영감을 받아 이루어졌다. 전 오하이오 주지사 윌리엄 벱과 신시내티 출신 웨일스 이민자 에반 B. 존스와 함께 일하며, "S.R."로 알려진 로버츠는 테네시주 스콧군으로의 웨일스 이민을 장려했다. 첫 이민자들은 1856년 6월 필라델피아를 향해 웨일스를 떠났다. 첫 정착민들은 1856년 9월 스콧군의 낸시스 브랜치에 도착했다. 결국 정착은 실패했다. 일부 정착민들은 녹스빌로 이주했고, 다른 이들은 미국의 다른 지역으로 이주했다. 새뮤얼 로버츠와 존 존스를 포함한 단 세 가족만이 브린위피논이라는 정착지에 남았다. 웨일스 국립 도서관은 "테네시 문서"로 식별된, 정착과 관련된 원본 자료 모음을 소장하고 있다.
남북 전쟁 이후, 몇몇 웨일스 이민자 가족들은 펜실베이니아의 웨일스 트랙트에서 동부 테네시 중부로 이주했다. 이 웨일스 가족들은 주로 녹스빌 시의 현재 메커닉스빌 (녹스빌)로 알려진 지역에 정착했다. 이 가족들은 존 H. 존스가 공동 소유했던 압연 공장에서 일하기 위해 조지프 리처즈와 데이비드 리처즈 형제에 의해 모집되었다.
리처즈 형제는 L&N 철도 옆에 녹스빌 철공소를 공동 설립했으며, 이 곳은 나중에 1982년 세계 박람회장으로 사용되었다. 웨일스 이민자들이 일했던 철공소의 원래 건물 중 '더 파운드리' 레스토랑이 있는 구조물만 남아 있다. 1982년 세계 박람회 당시 이 건물은 슈트로하우스(Strohaus)로 알려져 있었다.
처음에는 세컨드 장로교회에서 기증된 공간에서 만났던 이 웨일스 이민자들은 자신들의 회중교회를 지었고, 토머스 토머스 목사가 1870년에 초대 목사로 부임했다. 그러나 1899년에는 교회 건물이 매각되었다. 웨일스인들은 이곳에서 웨일스어로 예배를 드리고 합창 대회 및 기타 공동체 유지를 위한 활동들을 개최하며 자신들의 고유 문화를 기념했다.
이 웨일스 이민자 가족들은 성공하여 녹스빌에 다른 사업체를 설립했다. 1930년경, 남북 전쟁 이후 녹스빌의 웨일스인 가족의 많은 후손들은 도시의 다른 지역과 인근 카운티로 흩어졌다. 오늘날, 녹스빌 광역권의 수많은 가족들이 이들 초기 이민자들에게 직접적으로 조상을 거슬러 올라갈 수 있다. 녹스빌의 웨일스 전통은 21세기 초까지 웨일스인 후손들이 성 다비드 축일을 기념하며 기억되었다. 현재 녹스빌 웨일스 협회는 해체되었다.
녹스빌 북쪽의 탄광 채굴로 인해, 특히 브라이스빌 (테네시주)과 콜 크릭(현재 로키 탑 (테네시주)) 마을에 웨일스인 정착지가 형성되었다. 비영리 단체인 콜 크릭 유역 재단은 이 지역 웨일스 정착민의 역사를 문서화하고 보존하기 위한 노력을 주도하고 있다.
채터누가와 소디-데이지와 같은 인근 지역 사회는 광업과 철강 산업에 종사했던 웨일스 이민자들의 고향이었다. 소디-데이지 루트 프로젝트와 에드워드 G. 하트만 교수의 연구는 테네시 남동부의 웨일스 정착민에 대한 상당한 정보를 제공한다.
1984년부터 1985년까지 웨일스 교육자 데이비드 그린슬레이드는 미국 내 웨일스인에 대한 광범위한 전국 연구의 일환으로 테네시를 여행하며 현재 및 역사적인 웨일스 정착지를 문서화했다. 그린슬레이드의 연구는 『웨일스 열병』이라는 책으로 결실을 맺었다. 그린슬레이드의 논문은 웨일스 국립 도서관에 보관되어 있다.
수상 경력이 있는 배우 데일 디키는 녹스빌의 리처즈 형제의 후손이다. 그녀의 조상인 R. D. 토머스 목사는 녹스빌로 이주한 또 다른 웨일스 이민자로, 1872년에 기념비적인 저서인 『Hanes Cymru America』(미국 웨일스인의 역사)를 저술했다. 원본 책의 디지털 버전(웨일스어)은 온라인에서 이용할 수 있다.

## 미국 중서부
1850년 이후, 많은 웨일스인들이 중서부의 농장을 찾아 나섰다.

### 인디애나
20세기 전환기 전후로, 인디애나폴리스 북동쪽에 위치한 그랜트군 (인디애나주)과 매디슨군 (인디애나주)의 엘우드 (인디애나주), 앤더슨 (인디애나주), 가스 시티 (인디애나주) 마을은 많은 대가족과 젊은 산업 노동자를 포함한 수많은 웨일스 이민자들을 끌어들였다. 이는 1890년경 인디애나주 그랜트군과 매디슨군에서 엄청난 양의 천연 가스가 발견되었기 때문이었다. 가스와 공장 소유주들의 지원으로 주석판 및 유리병 공장들이 생겨났고, 이들은 스완지 웨일스 지역에서 숙련된 주석판 노동자들을 후원했다. 토지 소유주들은 어리석게도 많은 우물을 뚫고 하루 24시간 가스를 태웠고, 결국 1910년경 가스전은 고갈되었다. 대부분의 웨일스 이민자들은 많은 일자리가 있는 오하이오주 워렌 지역으로 떠났다.

### 미네소타
1851년 다코타인에 의해 트래버스 데 시우 조약이 체결된 후, 위스콘신주와 오하이오주에서 온 웨일스어 사용자 개척자들이 현재 르쉬외르군과 블루어스군에 해당하는 미네소타주의 많은 지역에 정착했다. 1857년에는 웨일스어 사용자의 수가 너무 많아 미네소타 주 헌법을 웨일스어로 번역해야 했다.
더 미네소타 에스닉 푸드 북(The Minnesota Ethnic Food Book)에 따르면, "초기 웨일스 이민자들은 1853년에 미네소타강 계곡에 정착했습니다. 블루어스, 니컬렛군, 르쉬외르 카운티는 서쪽으로 브라운군 (미네소타주)까지 뻗어 있는 농촌 공동체의 핵심이었습니다. 일부 남성들은 웨일스에서 광부였지만, 대부분은 자신만의 땅을 찾아 웨일스 중북부를 떠난 것으로 보입니다. 가족들은 빠르게 지속적인 농업 정착지를 세웠고, 자녀들이 맨카토와 트윈 시티 대도시권으로 이주했음에도 불구하고, 웨일스인들의 존재는 오늘날까지 강 계곡에 남아 있습니다."
지역 웨일스어 시인 제임스 프라이스 (아프 데위) (음유 시인명: 아프 데위("다비드의 아들"))에 따르면, 미네소타주에서 첫 번째 웨일스 문학회는 1855년 가을 블루어스군의 사우스 벤드 타운십 (블루어스군 미네소타주)에서 열린 회의에서 설립되었다. 또한 아프 데위에 따르면, "미네소타주에서 첫 이스테드보드는 1864년 저드슨 타운십 (블루어스군 미네네소타주) 윌리엄 C. 윌리엄스의 집에서 열렸다. 두 번째 이스테드보드는 1866년 저드슨의 통나무 예배당에서 존 로버츠 목사를 의장으로 하여 열렸다. 엘리스 E. 엘리스, 로버트 E. 휴즈, H.H. 휴즈, J. 젠킨스 목사, 윌리엄 R. 존스가 이 이스테드보드에 참가했다. 세 번째 이스테드보드는 1871년 1월 2일 저드슨의 새 예배당(예루살렘)에서 열렸다. 유명한 르웰 르위포(음유 시인명)가 의장을 맡았고 멋진 시간을 보냈다."
1880년대까지 웨일스계 2,500명에서 3,000명의 사람들이 약 17개의 교회와 22개의 예배당의 삶에 기여했다.
또한 더 미네소타 에스닉 푸드 북에 따르면, "1980년대 웨일스 공동체의 모습은 많은 미국 민족 집단과 비슷하게 보였다. 60~70대 여성들은 전통적인 식문화를 유지했지만, 젊은 세대는 자신들의 유산에 대한 관심을 다시 보였다. 이 여성들은 웨일스 요리책에서 오래된 레시피를 되찾거나 웨일스 여행에서 가져왔다. 따라서 웨일스 사람들은 때때로 웨일스 케이크, 바라 브리스, 리크 수프, 그리고 성 다비드 축일에는 웨일스의 수호성인을 기리며 양고기를 먹는다."
웨일스 문화 행사와 웨일스어 강좌 및 대화 그룹은 미네소타 성 다비드 협회에서 계속 조직하고 있다.

### 캔자스
웨일스 출신 이민자 약 2,000명과 2세대 웨일스인 약 6,000명 가까이가 캔자스에서 농부가 되었으며, 아르보니아, 엠포리아, 발라 마을 근처를 선호했다. 그들의 역사적 문화는 교회 예배에서 웨일스어 설교를 유지했을 때 가장 오래 살아남았다.

## 미국 중부 대서양 연안

### 뉴욕
오나이다군 (뉴욕주)과 유티카 (뉴욕주)는 19세기에 웨일스계 미국인 공동체의 문화 중심지가 되었다. 1789년과 1802년의 흉작으로 고통받고 토지 소유를 꿈꾸던 초기 5가족의 웨일스인 정착민들은 곧 다른 농업 이민자들을 끌어들여 스튜벤, 유티카, 렘센 타운십에 정착했다. 첫 웨일스인 정착민들은 1790년대에 도착했다. 1848년, 사전 편찬자 존 러셀 바틀렛은 이 지역에 웨일스어 신문과 잡지, 그리고 웨일스 교회가 많이 있다고 언급했다. 실제로 바틀렛은 그의 미국어 사전에서 "오나이다군을 가로질러 수 마일을 여행해도 웨일스어밖에 들리지 않을 것"이라고 언급했다. 1855년까지 오나이다에는 4천 명의 웨일스인들이 있었다.
남북 전쟁이 발발하자 많은 웨일스인들이 서쪽으로 이동하기 시작했는데, 특히 미시간과 위스콘신으로 많이 갔다. 그들은 작은 농장을 운영하며 역사적인 전통을 고수했다. 교회는 웨일스 공동체 생활의 중심이었고, 활발한 웨일스어 언론은 민족 의식을 강하게 유지했다. 1872년 유티카에서 처음 발행된 『블로다우 이르 오에스』("시대의 꽃")는 미국 웨일스 주일학교에 다니는 아이들을 대상으로 했다. 강력한 공화당 지지자였던 웨일스인들은 점차 큰 사회에 동화되었지만, 자신들의 민족 문화적 패턴을 완전히 버리지는 않았다.

### 메릴랜드
메릴랜드주 북부와 펜실베이니아 남부의 다섯 마을은 1850년부터 1942년 사이에 피치 바텀 (펜실베이니아주) 슬레이트를 생산하는 웨일스 채석공들을 수용하기 위해 건설되었다. 이 기간 동안 마을들은 웨일스 민족적 정체성을 유지했지만, 건축 양식은 전통적인 웨일스 오두막 형태에서 현대 미국식으로 진화했다. 하퍼드군의 두 마을은 현재 화이트포드-카디프 역사 지구를 형성한다.

### 버지니아
동유럽 사람들 다음으로 웨일스 사람들이 그곳에서 상당한 소수를 차지한다.

## 미국 서부
웨일스 광부, 양치기, 상점 상인들은 골드 러시(1849~51) 동안 캘리포니아주에 도착했으며, 1850년대부터는 태평양 북서부와 록키 산맥 주에도 도착했다. 특히 북부 캘리포니아, 특히 시에라네바다 산맥 (미국)과 새크라멘토 계곡에 대규모 웨일스인 정착이 주목받았으며, 애머도어군은 지역 주민의 4분의 1이 웨일스계 혈통을 가지고 있다.

### 캘리포니아
로스앤젤레스와 샌프란시스코는 다양한 예술 및 엔터테인먼트 분야의 웨일스 예술가와 배우들을 유치했다. 다음은 로스앤젤레스 지역에서 살고 일했던 저명한 웨일스 예술가 및 배우들의 짧은 목록이다: 데이비드 와크 그리피스, 캐서린 지타존스, 리처드 버턴, 로즈마리 프랭크랜드, 마이클 신, 글리니스 존스, 요안 그리피드, 아이버 배리, 케이트 르 봉, 앤서니 홉킨스, 톰 존스 (가수), 캐서린 젱킨스, 그리고 테리 네이션 등.
1888년부터 2012년까지 로스앤젤레스 웨일스 장로교회는 로스앤젤레스 웨일스계 미국인 공동체의 중심지였다. 이 교회는 귀네드 란위흘린 출신의 데이비드 휴즈 목사가 다른 부지에 설립했다. 전성기에는 웨일스어와 영어로 드리는 주일 예배에 평균 300명의 이민자들이 참석했다. 특히 이 교회 합창단은 1941년 영화 나의 계곡은 푸르렀다에서 노래를 불렀다. 노래 전통은 1997년에 설립된 비종교적인 501(c)(3) 단체인 코르 김래그 드 칼리포르니아, 즉 남부 캘리포니아 웨일스 합창단으로 이어져 여전히 미국 전역에서 공연하고 있다.
샌타모니카는 제2차 세계 대전 이후 공장 생산 붐으로 인해 영국인 이민자들이 많이 유입되었고, 그들 중 다수가 웨일스인이었기 때문에 미국의 가장 영국적인 마을 중 하나로 꼽혔다. 그러나 높은 생활비와 엄격한 이민법은 한때 '작은 영국'이라고 불리던 이 마을에 영향을 미쳤다.
2011년에 A 레이븐 어보브 프레스(A Raven Above Press)와 아메리김루(AmeriCymru)가 후원한 웨스트 코스트 이스테드보드: 웨일스 예술 축제는 1926년 이후 이 지역에서 처음 열린 이스테드보드였다. 이듬해 로린 모건-리처즈는 연례 로스앤젤레스 성 다비드 축일 축제를 설립하여 도시의 문화 부흥을 촉발시켰고, 2014년에는 남부 캘리포니아 웨일스 리그가 결성되었다. 웨일스 혈통의 유명인사인 헨리 토머스, 요안 그리피드, 마이클 신, 그리고 리처드 버턴과 프랭크 로이드 라이트의 가족들도 모두 이 축제를 공개적으로 지지했다.

### 모르몬교
1840년대와 1850년대 웨일스의 몰몬 선교사들은 설득력이 있었고, 많은 개종자들이 유타로 이주했다. 19세기 중반에는 아이다호주 맬러드시티가 설립되었다. 이 도시는 주로 웨일스계 몰몬 정착지로 시작되었으며, 웨일스 외의 어떤 곳보다 웨일스계 혈통의 인구 비율이 높다고 주장한다. 이 비율은 약 20%에 달할 수 있다. 1951년 미국 및 캐나다 웨일스 국립 김만파 간우 협회는 브리검영 대학교의 해럴드 B. 리 도서관에 웨일스 도서 컬렉션을 후원했다.:75

## 미국 내 웨일스 문화
웨일스의 영향이 강한 지역 중 하나는 오하이오주 잭슨군과 갈유군으로, 흔히 "작은 카디건셔"로 알려져 있다. 마도그 웨일스 연구 센터는 리오그란데 대학교에 위치해 있다. 국립 웨일스 기만파 간우 협회는 매년 전국 웨일스 축제를 전국 각지에서 개최하며, 다양한 문화 품목에 대한 세미나, 웨일스 상품 시장, 그리고 전통적인 웨일스 찬송가 합창 모임(기만파 간우)을 제공한다.
매년 열리는 로스앤젤레스 성 다비드 축일 축제는 공연, 워크숍, 야외 장터를 통해 웨일스 유산을 기념한다. 포틀랜드에서는 웨스트 코스트 이스테드보드가 음유 시인 전통의 예술 경연 대회와 공연에 초점을 맞춘 연례 웨일스 행사이다. 더 작은 규모로, 전국 여러 주에서 정기적으로 웨일스 협회 회의가 열린다.

### 양철공
1890년 이전에는 웨일스가 특히 통조림 식품에 사용되는 양철 생산의 세계 최고 국가였다. 미국은 주요 고객이었다. 1890년 매킨리 관세는 그 해 양철에 대한 관세를 인상했으며, 이에 대응하여 많은 기업가와 숙련공들이 미국, 특히 피츠버그 지역으로 이주했다. 그들은 광범위한 직업 네트워크와 초국가적 틈새 공동체를 구축했다.

### 엔터테인먼트
미국의 낮 드라마 원 라이프 투 리브는 필라델피아 외곽에 있는 가상의 펜실베이니아 마을인 Llanview에서 일어났다(llan은 교회라는 오래된 웨일스어 단어로, 주로 지명에서 발견된다). Llanview는 필라델피아 북서쪽에 위치한 웨일스 남작령 또는 웨일스 트랙트의 웨일스인 정착지를 느슨하게 기반으로 했다.

## 21세기
웨일스와 미국 간의 관계는 주로 영국 정부, 가장 일반적으로 영국 총리, 영국 외무장관, 주미대사를 통해 이루어진다. 그럼에도 불구하고, 웨일스 정부는 주로 웨일스 특정 사업 이익을 증진하기 위해 자체적으로 미국에 특사를 파견했다. 웨일스 정부의 주요 사무실은 워싱턴 영국 대사관에 기반을 두고 있으며, 뉴욕, 시카고, 샌프란시스코, 애틀랜타에 지부가 있다.

### 현재 이민자
대부분의 웨일스 이민자들이 17세기 초부터 20세기 초 사이에 미국으로 왔지만, 이민은 결코 멈추지 않았다. 현재의 재외국민들은 시카고 타피아("마피아"와 "태피"의 말장난), 아메리심루, 뉴욕 웨일스/킴리 에프로그 뉴이드 등 전국 각지에서 협회를 결성했다. 이는 소수의 사교 단체와 일부 "유명 인사"에 불과하다. 현재 웨일스인의 미국 이민은 매우 적다.

## 같이 보기
- 웨일스계 캐나다인
- 미국 내 켈트 음악
- 이스테드보드
- 미국 조상 지도
- 아메리카의 웨일스인 정착
- 시카고 웨일스 역사
- 시카고 웨일스 협회
- 시카고 타피아
- 영국계 미국인
- 콘월계 미국인
- 잉글랜드계 미국인
- 스코틀랜드계 미국인
- 맨섬계 미국인
- 아일랜드계 미국인
- 웨일스인
- 브리튼인
- 웨일스어
- 웨일스 디아스포라

## 더 읽어보기
- Ashton, E. T. The Welsh in the United States (Caldra House, 1984).
- Berthoff, Rowland. British Immigrants In Industrial America (1953)
- Coupland, Nikolas, Hywel Bishop, and Peter Garrett. "Home truths: Globalisation and the iconising of Welsh in a Welsh-American newspaper." Journal of Multilingual and Multicultural development 24.3 (2003): 153–177.[50]
- Davies, P. G. Welsh in Wisconsin (Wisconsin Historical Society Press, 2006).
- Dodd, A. H. The Character of Early Welsh Emigration to the United States (University of Wales Press, 1957).
- Hartmann, Edward G. Americans from Wales (Octagon Books, 1983).
- Heimlich, Evan. "Welsh Americans." in Gale Encyclopedia of Multicultural America, edited by Thomas Riggs, (3rd ed., vol. 4, Gale, 2014), pp. 523–532. online
- Holt, Constance Wall. Welsh Women: An Annotated Bibliography of Women in Wales and Women of Welsh Descent in America (Scarecrow, 1993).
- Humphries, Robert. "Free Speech, Free Press A Byth Free Men: The Welsh Language and Politics in Wisconsin." North American Journal of Welsh Studies 8 (2013): 14–29.[51]
- Jones, William D. Wales in America: Scranton and the Welsh, 1860-1920 (University of Wales Press, 1997).
- Jones, Aled, and William D. Jones. Welsh Reflections: Y Drych and America, 1851–2001 (Gwasg Gomer, 2001).
- Knowles, Anne Kelly. "Immigrant trajectories through the rural-industrial transition in Wales and the United States, 1795–1850." Annals of the Association of American Geographers 85.2 (1995): 246–266. Detailed geography of Welsh settlement in the US.
- Knowles, Anne Kelly. "Religious identity as ethnic identity: The Welsh in Waukesha County." in RC Ostergren and TR Vale, eds., Wisconsin Land and Life (1997): 282–299.
- Lewis, Ronald L. Welsh Americans: A History of Assimilation in the Coalfields (2008)[52]
- Roberts, W. Arvon. 150 Famous Welsh Americans (Llygad Gwalch Cyf, 2013)
- Schlenther, Boyd Stanley. "'The English are Swallowing up Their Language': Welsh Ethnic Ambivalence in Colonial Pennsylvania and the Experience of David Evans," Pennsylvania Magazine of History and Biography,  114#2  (1990), pp 201–228[53]
- Tyler, Robert Llewellyn. "Occupational Mobility and Social Status: The Welsh Experience in Sharon, Pennsylvania, 1880–1930." Pennsylvania History 83.1 (2016): 1-27[54]
- Van Vugt, William. British Buckeyes: The English, Scots, and Welsh in Ohio, 1700-1900 (2006).
- Walley, Cherilyn A. The Welsh in Iowa (University of Wales Press, 2009).